# Didsbury (Alberta)
Didsbury è un comune (town) del Canada, situato nella provincia dell'Alberta, nella divisione No. 6.